# Salty y Roselle
Salty y Roselle fueron dos perros guía que estaban con sus dueños en el World Trade Center durante los atentados del 11 de septiembre de 2001 en Nueva York. 
Cada uno de estos dos ejemplares de Labrador retriever, guio a su dueño hacia la salida de las torres en llamas antes de que cayeran derruidas, hazañas que les valieron posteriormente el reconocimiento con la Medalla Dickin por parte de la asociación veterinaria People's Dispensary for Sick Animals. 
Roselle fue a título póstumo nombrada "American Hero Dog" de 2011 por la Humane Society of the United States y se escribió un libro sobre ella.